# Антонов, Александр Валентинович
Алекса́ндр Валенти́нович Анто́нов (1 января 1957, Кутаиси — 17 ноября 2013, Казань, Лаишевский район, Татарстан, Россия) — российский государственный деятель. Генерал-лейтенант.

## Образование
- окончил в 1980 факультет журналистики МГУ имени М. В. Ломоносова по специальности «литературный работник телевидения»
- окончил в 2003 Курский институт Государственного муниципального управления.

## Карьера
На службе в органах госбезопасности с 14 августа 1984 года. За время службы прошёл весь путь от оперуполномоченного до заместителя начальника управления УФСБ России по Липецкой области. С 1990 по 1993 — старший офицер группы общественных связей. Указом Президента РФ от 19 марта 2009 назначен начальником УФСБ России по Республике Коми, данную должность занимал до июня 2011 года. В июне 2011 назначен начальником УФСБ России по Республике Татарстан. Погиб 17 ноября 2013 года в авиакатастрофе в Казани.
Похоронен на Косыревском кладбище Липецка .

## Награды
- нагрудный знак «За службу в контрразведке» III (2000) и II (2006) степеней
- Медаль ордена «За заслуги перед Отечеством» II степени (2004)
- «За отличие в военной службе» трёх степеней.